# Лагерстрёмия
Лагерстрёмия (лат. Lagerstrōemia) — род растений семейства Дербенниковые.
В буддизме тхеравады лагерстрёмия изящная считается деревом просветления будд прошлого Падумы и Нарады.

## Ботаническое описание

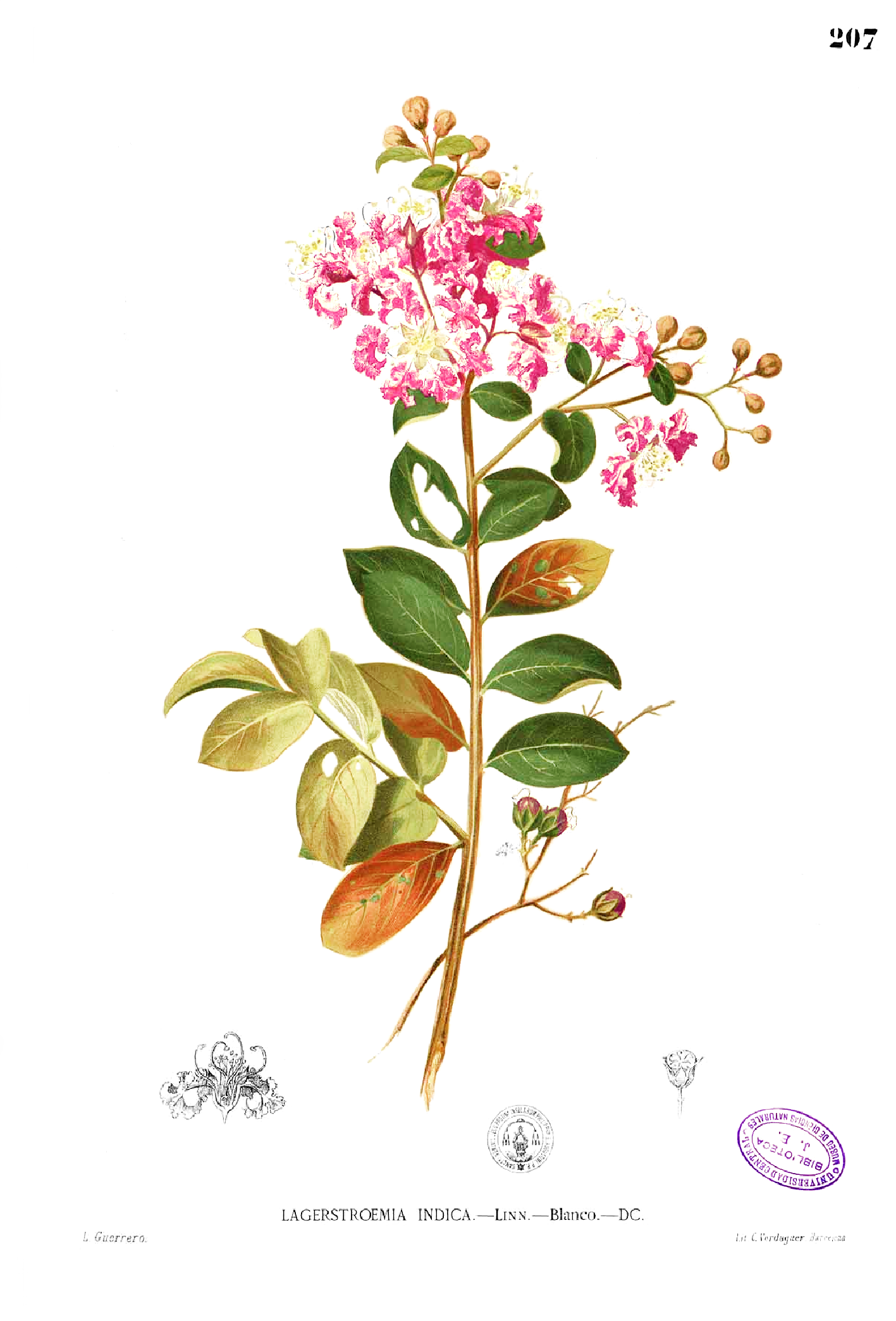
Лагерстрёмия индийская — типовой вид рода.

Лагерстрёмия — кустарник, реже дерево с прямостоячим стволом.
Цветут летом и осенью. Цвета цветков варьируются от глубокого фиолетового до красного, белого.

## Применение
Древесина некоторых видов используется для изготовления мостов, мебели и железнодорожных шпал.

## Виды
По информации базы данных The Plant List, род включает 23 вида:
- Lagerstroemia anhuiensis X.H.Guo & S.B.Zhou
- Lagerstroemia balansae Koehne
- Lagerstroemia caudata Chun & F.C.How ex S.K.Lee & L.F.Lau
- Lagerstroemia excelsa (Dode) Chun ex S.Lee & L.F.Lau
- Lagerstroemia fordii Oliv. & Koehne
- Lagerstroemia glabra (Koehne) Koehne
- Lagerstroemia guilinensis S.K.Lee & L.F.Lau
- Lagerstroemia indica L. typus — Лагерстрёмия индийская
- Lagerstroemia intermedia Koehne
- Lagerstroemia lanceolata Wall.
- Lagerstroemia limii Merr.
- Lagerstroemia micrantha Merr.
- Lagerstroemia paniculata (Turcz.) S.Vidal
- Lagerstroemia parviflora Roxb.
- Lagerstroemia siamica Gagnep.
- Lagerstroemia speciosa (L.) Pers.
- Lagerstroemia subcostata Koehne
- Lagerstroemia suprareticulata S.K.Lee & L.F.Lau
- Lagerstroemia thorelii Gagnep.
- Lagerstroemia tomentosa C.Presl
- Lagerstroemia turbinata Koehne
- Lagerstroemia venusta Wall. ex C.B.Clarke
- Lagerstroemia villosa Wall. ex Kurz